# Rainbow (azienda)
Rainbow è uno studio di animazione italiano. I suoi cartoni animati sono stati distribuiti in più di 150 reti televisive mondiali.

## Storia
L'azienda è stata fondata a Recanati nel 1995 da Iginio Straffi insieme a due soci, don Lamberto Pigini e Giuseppe Casali. Oggi ha sede a Loreto. Il primo progetto di Rainbow è stata la produzione di un CD-ROM interattivo intitolato Tommy & Oscar, seguito dall'omonimo cartone animato andato in onda nel 2000.
Nel 2002 la società produce la serie animata Prezzemolo, diretta dallo stesso Iginio Straffi e composta da ventisei episodi e basata sulla figura della mascotte del parco divertimenti Gardaland.
Il maggior successo dello studio di animazione è Winx Club, serie TV d'animazione in onda dal 2004. Essa è stata esportata in 150 paesi, l'ultimo dei quali in Giappone in partnership con Netflix.
Rainbow ha in seguito lavorato a svariate serie TV d'animazione di successo come Huntik - Secrets & Seekers. Inoltre nel 2011 ha co-prodotto la serie animata mista a live action, Mia and Me, mentre nel 2016 ha prodotto la prima serie TV totalmente in live action, Maggie & Bianca Fashion Friends.
Rainbow in collaborazione con Rainbow CGI ha anche realizzato dei film per il cinema, tra cui Winx Club 3D - Magica avventura.
Nel 2011, rilevando le quote dei due soci di Straffi, entra nel capitale della società con il 30% il colosso americano Viacom (ora Paramount Global).
Nel 2015 la società acquisisce lo studio d'animazione canadese Bardel Entertainment, con tre studi a Vancouver e 700 dipendenti.
Nel 2017 rileva il 60% del gruppo Iven, di cui fa parte anche Colorado Film, fondato nel 1986 dal produttore Maurizio Totti, dal regista Gabriele Salvatores, da Diego Abatantuono e Paolo Rossi. Nel 2022 viene completata l'acquisizione del restante 40% del gruppo da parte di Rainbow; con ciò passano all'azienda marchigiana anche le altre società del gruppo: Moviement (agenzia specializzata nella gestione artistica e nel management di talent), l’etichetta musicale San Isidro e la partecipazione in Gavila (società di produzione nata in partnership con Donato Carrisi).
Nel gennaio 2023 Paramount Global rivende le sue quote a Straffi, permettendo a Rainbow di tornare pienamente indipendente. Nickelodeon continuerà ad essere partner dello studio.

## Rainbow CGI
Rainbow CGI è un ramo di produzione di cartoni animati realizzati in CGI dello studio di animazione Rainbow.
È stato fondato a Roma nel 2006 con l'intento di realizzare serie TV e lungometraggi in CGI. Rainbow CGI utilizza programmi quali Autodesk Maya, NukeX, Autodesk Mudbox e Houdini 3D ANIMATION TOOLS. Attualmente è il più grande studio di animazione italiano nella produzione di cartoni animati in CGI.

## Filmografia

### Televisione
- Tommy & Oscar (2000–2002)
- Prezzemolo (2002–2003)
- Winx Club (2004–2019)
- Monster Allergy (2005–2009)
- Huntik - Secrets & Seekers (2009–2011)
- PopPixie (2010–2011)
- Mia and Me (co-produzione; 2011–2017)
- Regal Academy (2016–2018)
- Maggie & Bianca Fashion Friends (2016–2017)
- World of Winx (2016–2017)
- Angry Birds Blues (co-produzione; 2017)
- Crazy Block (episodio pilota; 2018)[6]
- 44 gatti (2018–2021)
- Gen:Lock (co-produzione; 2019–2021)
- Club 57 (co-produzione; 2019–2021)
- Puppy Dog Pals (co-produzione; 2019–2023)
- Fate: The Winx Saga (co-produzione; 2021–2022)
- Summer & Todd - L'allegra fattoria (2021)
- Blippi Wonders (co-produzione; 2021–2022)
- Pinocchio and Friends (2021–in corso)
- SuperKitties (co-produzione; 2023–in corso)
- Pupstruction (co-produzione; 2023–in corso)
- Mermaid Magic (co-produzione; 2024–in corso)[7][8]
- Gormiti - The New Era (co-produzione; 2024-in corso)[8]
- Winx Club: The Magic Is Back (2025)

### Cinema
- Tommy & Oscar - Il film (2007)
- Winx Club - Il segreto del regno perduto (2007)
- Winx Club 3D - Magica avventura (2010)
- Gladiatori di Roma (2012)
- Winx Club - Il mistero degli abissi (2014)
- Tiro libero (co-produzione; 2017)[9]
- Classe Z (co-produzione; 2017)
- La ragazza nella nebbia (co-produzione; 2017)
- Figlia mia (co-produzione; 2018)
- Puoi baciare lo sposo (co-produzione; 2018)
- Ti presento Sofia (co-produzione; 2018)
- 10 giorni senza mamma (co-produzione; 2019)
- The Nest (Il nido) (co-produzione; 2019)
- L'uomo del labirinto (co-produzione; 2019)
- Me contro Te - Il film: La vendetta del Signor S (co-produzione; 2020)
- Cambio tutto! (co-produzione; 2020)
- 10 giorni con Babbo Natale (co-produzione; 2020)
- A Classic Horror Story (co-produzione; 2021)
- Diario di una schiappa (co-produzione; 2021)
- Me contro Te - Il film: Il mistero della scuola incantata (co-produzione; 2021)
- Me contro Te - Il film: Persi nel tempo (co-produzione; 2022)
- L'era glaciale - Le avventure di Buck (co-produzione; 2022)
- il pataffio (co-produzione; 2022)
- Il mammone (co-produzione; 2022)
- Il mio nome è vendetta (co-produzione; 2022)
- Natale a tutti i costi (co-produzione; 2022)
- Diario di una schiappa - La legge dei più grandi (co-produzione; 2022)
- Tre di troppo (co-produzione; 2023)
- Me contro Te - Il film: Missione giungla (co-produzione; 2023)
- Me contro Te - Il film: Vacanze in Transilvania (co-produzione; 2023)
- Diario di una schiappa a Natale - Si salvi chi può! (co-produzione; 2023)
- 50 km all'ora (2024)[8]
- Fabbricante di lacrime (2024)[10]